# Prix Roman de l'été Femme actuelle
Le prix Roman de l'été Femme actuelle a été lancé en 2008 par le magazine Femme actuelle et les Éditions Les Nouveaux Auteurs. 

## Prix 2008
Le Grand Prix 2008 (première édition du prix), présidé par Paulo Coelho, a été attribué parmi 503 manuscrits parmi lesquels onze finalistes ont été sélectionnés :
- Grand Prix : Le Cercle du silence de David Hepburn
- Coup de cœur du Président du Jury Paulo Coelho : À l'aube du septième sens de Jérôme Manierski
- Coup de cœur du Jury : L'Ange au sourire de Yann-Hervé Martin
- Dans le giron d'Hildegarde de Nathalie Bertona
- In and Out de Sonia Rahal
- Ma chair à vif de Nicolas Paillusseau
- Le Musée des amours lointaines de Jean-Philippe Vest
- Un Nègre blanc de Marie-Isabelle Bour
- La Prophétie des Treize : Tome 1 - L'Emprise du mal et La Prophétie des treize : Tome 2 - La Troisième alliance de Christine Marsan
- Stop de Philippe Brondeur
- Vague à l'âme d'Élodie Collin

Les 11 finalistes seront édités aux Éditions Les Nouveaux Auteurs.

## Prix 2009
L'édition 2009, présidée par Paulo Coelho a eu pour palmarès :
- Grand Prix : Au bord des cendres de Jean-François Bouygues
- Coup de cœur du président du jury Paulo Coelho : Les Lames de Dieu d'Alexandra Rossi
- Coup de cœur du jury : Les Fantômes du Panassa de Yves-Daniel Crouzet

Un autre finaliste sera édité : Frères du vent de Monique Plantier.

## Prix 2010
L'édition 2010, présidée par Paulo Coelho a eu pour palmarès :
- Roman de l'été et coup de cœur de Paulo Coelho : Le Bouclier de Sainte Odile de Yves-Olivier Muhleim
- Thriller de l'été : L'Homme aux papillons de David Moitet
- Coup de cœur des lectrices : Couleur sépia de Marie Roquelaine
- Coup de cœur du jury : Chasse de tête de Marie la Fragette

## Prix 2011
L'édition 2011, présidée par Paulo Coelho a eu pour palmarès :
- Roman de l'été et coup de cœur de Paulo Coelho : À l'endroit où elles naissent de Diane Peylin
- Thriller de l'été : En proie au temps de Sandrine Monfort
- Coup de cœur des lectrices : Marie d'en haut d'Agnès Ledig
- Coup de cœur du jury : La Guérisseuse de Géraldine Jaujou

## Prix 2012
L'édition 2012, présidée par Éliette Abécassis a eu pour palmarès :
- Roman de l'été : Les Mots du passé de Jean-Michel Denis
- Thriller de l'été : Mortelle Vengeance de Fabrice de Caupenne
- Coup de cœur d'Éliette Abécassis : Tropique du Capricorne de Manuela de Seltz
- Coup de cœur du jury : Rondo Capriccioso d'Isabelle Huc

## Prix 2013
L'édition 2013, présidée par Éliette Abécassis a eu pour palmarès :
- Roman de l'été : Au bout du chemin de Patricia Hespel
- Polar de l'été : Un corbeau au 36 d'Aurélie Benattar
- Coup de cœur d'Éliette Abécassis : La Ballade de Kassandre de Véronique Alunni
- Coup de cœur du jury : Naturalis de Franck Labat

## Prix 2014
L'édition 2014 présidée par Éliette Abécassis eu pour palmarès  :
- Grand Prix : Sous le velours, l’épine de Alain Roquefort
- Prix du jury : Perline, Clémence, Lucille et les autres… Des femmes dans la grande guerre de Jeanne-Marie Sauvage-Avit
- Coup de cœur des lectrices : Les Genêts de Saint-Antonin de Dany Rousson
- Coup de cœur d'Éliette Abécassis : Hannah, le prix de la liberté de Michel Brunel

## Prix 2015
L'édition 2015 présidée par Éliette Abécassis a eu pour palmarès  :
- Prix du jury : La mort existe-t-elle ? de Rica Etienne
- Coup de cœur des lectrices : À demain Lorelei de Evelyne Prévôt
- Coup de cœur d'Éliette Abécassis : La Petite Fille au manteau bleu de Didier Lecomte

## Prix 2016
L'édition 2016 présidée par Éliette Abécassis a eu pour palmarès  :
- Prix du jury : La Souris qui avait mangé les chats  de Stéphanie Gardes
- Coup de cœur des lectrices : Le Carrousel de Cyrielle Recoura
- Prix « New Romance » : Au péril de te perdre d'Angélique Daniel
- Coup de cœur d'Éliette Abécassis : La Mémoire sous les vagues de Laurence Couquiaud

## Prix 2017
L'édition 2017 présidée par Gilles Legardinier a eu pour palmarès  :
- Grand Prix : Un bien bel endroit pour mourir de Rosalie Lowie
- Coup de cœur des lectrices : Le Sang d'une autre de Dominique Van Cotthem
- Prix du polar : Celle qui ne pleurait jamais de Christophe Vasse
- Coup de cœur de Gilles Legardinier : Nerina de Amandine Mollo

## Prix 2018
L'édition 2018 présidée par Gilles Legardinier a eu pour palmarès  :
- Grand Prix : Le Chaînon manquant de Frank Leduc
- Prix feel good : Le Temps de faire sécher un cœur d'Émilie Riger
- Prix du Polar : L'Affaire Dunkel de Manuel Masse
- Coup de cœur de Gilles Legardinier : No Trace de Pierre Jean Veroye
- Coup de cœur des lectrices : Je veux toucher les nuages de Helène Vasquez-Marchive

## Prix 2019
L'édition 2019 présidée par Gilles Legardinier a eu pour palmarès  :
- Grand Prix : Au bout de la nuit de Bruno Bouzounie
- Coup de cœur de Gilles Legardinier : À nous l'éternité de Jean Luc Malbrunot
- Coup de cœur des lectrices : Ainsi meurent les étoiles de Marie Battinger
- Prix feel good : Quand la pâtisserie s'en mêle de Marylin Masson

## Prix 2020
L'édition 2020 présidée par Gilles Legardinier a eu pour palmarès  :
- Grand Prix : La Conjonction dorée de Benoît Sagaro
- Coup de cœur du jury : Le déshonneur des Montergnac de Isabelle Buffet
- Coup de cœur des lectrices : L'amour continue de Joffrey Gabriel
- Prix du Thriller : Magister Dixit de Sandro Galeazzi et Guillaume Graces

## Prix 2021
L'édition 2021 présidée par Françoise Bourdin a eu pour palmarès  :
- Grand Prix : Pour exister encore de Martine Duchesne
- Prix du jury : Les Anges des Terres Sauvages de Xavier Badefort
- Coup de cœur des lectrices : Troisième jeunesse de Laurent Lagarde
- Coup de cœur de Françoise Bourdin : La robe du Lutétia de Laure Boutault

## Prix 2022
L'édition 2022 présidée par Françoise Bourdin a eu pour palmarès  :
- Grand Prix : Le journal de Betty Swan de Cindy Valt
- Coup de cœur de Françoise Bourdin : Requiem pour un chasseur de Hervé Belliot
- Coup de cœur des lectrices : Libertad de Maddy Million
- Prix du polar : La mort ne dure qu’un temps de Fabrice Mennella

## Prix 2023
L'édition 2023 présidée par Françoise Bourdin a eu pour palmarès  :
- Grand Prix : Hauteclaire de Dominique Delplace
- Coup de cœur du jury : Les secrets de nos cœurs silencieux d'Isabelle Aeschlimann
- Coup de cœur des lectrices : À travers ton sourire le silence résonne de Alexandra Roch
- Prix du polar : À l'ombre de ton ombre de Cécile Maufrey

## Documentation
- « Grand Prix Femme Actuelle / Les Nouveaux Auteurs », éditions Les Nouveaux Auteurs.
- « Vous avez élu le roman de l'été ! », Femme actuelle.
- [vidéo] « Remise du prix littéraire 2008 à Saint-Germain-des-Prés », Femme actuelle.
- « Immédias – Le prix Femme Actuelle » de Renaud Revel, rédacteur en chef de L'Express, 29 mai 2008.
- « Les Magazines féminins ont voté », article de Marie-Christine Imbault, Livres Hebdo no 733, 9 mai 2008.